# Commonwealth of Australia Gazette
La Commonwealth of Australia Gazette est la publication officielle dans laquelle le gouvernement australien publie ses textes législatifs et réglementaires. Depuis juillet 2002, le service chargé de sa publication est l’Office of Legislative Drafting, qui dépend de l’Attorney-General’s Department. Son siège est situé à Canberra.
La publication comprend deux séries : les Government Notices Gazettes, publiées chaque mercredi sauf pendant les fêtes de fin d’année, et les Special Notices Gazettes, publiées en cas d’urgence. La périodicité de ces dernières est irrégulière.